# Corythoichthys
Corythoichthys is een geslacht van straalvinnige vissen uit de familie van zeenaalden en zeepaardjes (Syngnathidae). Het geslacht is voor het eerst wetenschappelijk beschreven in 1853 door Johann Jakob Kaup.

## Soorten
- Corythoichthys amplexus Dawson & Randall, 1975
- Corythoichthys benedetto Allen & Erdmann, 2008
- Corythoichthys conspicillatus (Jenyns, 1842)
- Corythoichthys flavofasciatus (Rüppell, 1838)
- Corythoichthys haematopterus (Bleeker, 1851)
- Corythoichthys insularis Dawson, 1977
- Corythoichthys intestinalis (Ramsay, 1881)
- Corythoichthys nigripectus Herald, 1953
- Corythoichthys ocellatus Herald, 1953
- Corythoichthys paxtoni Dawson, 1977
- Corythoichthys polynotatus Dawson, 1977
- Corythoichthys schultzi Herald, 1953